# Server
| Server                                                                                                 |
| --- |
| |
| Producători mai cunoscuți - IBM - Supermicro - Sun Microsystems - HP - Apple - Motorola - Dell - Intel |

În tehnologia informației, un server este un program care furnizează servicii altor aplicații (numite aplicații client), aflate pe același calculator sau pe calculatoare diferite. De obicei, aplicația server așteaptă conexiuni din partea aplicațiilor client. Se mai numește server și un calculator pe care rulează una sau mai multe asemenea aplicații. Deseori soluția pentru aplicațiile mari cu mulți utilizatori se bazează tocmai pe arhitectura client-server, care constă din cel puțin două aplicații (și deseori cel puțin două computere).

## Descriere

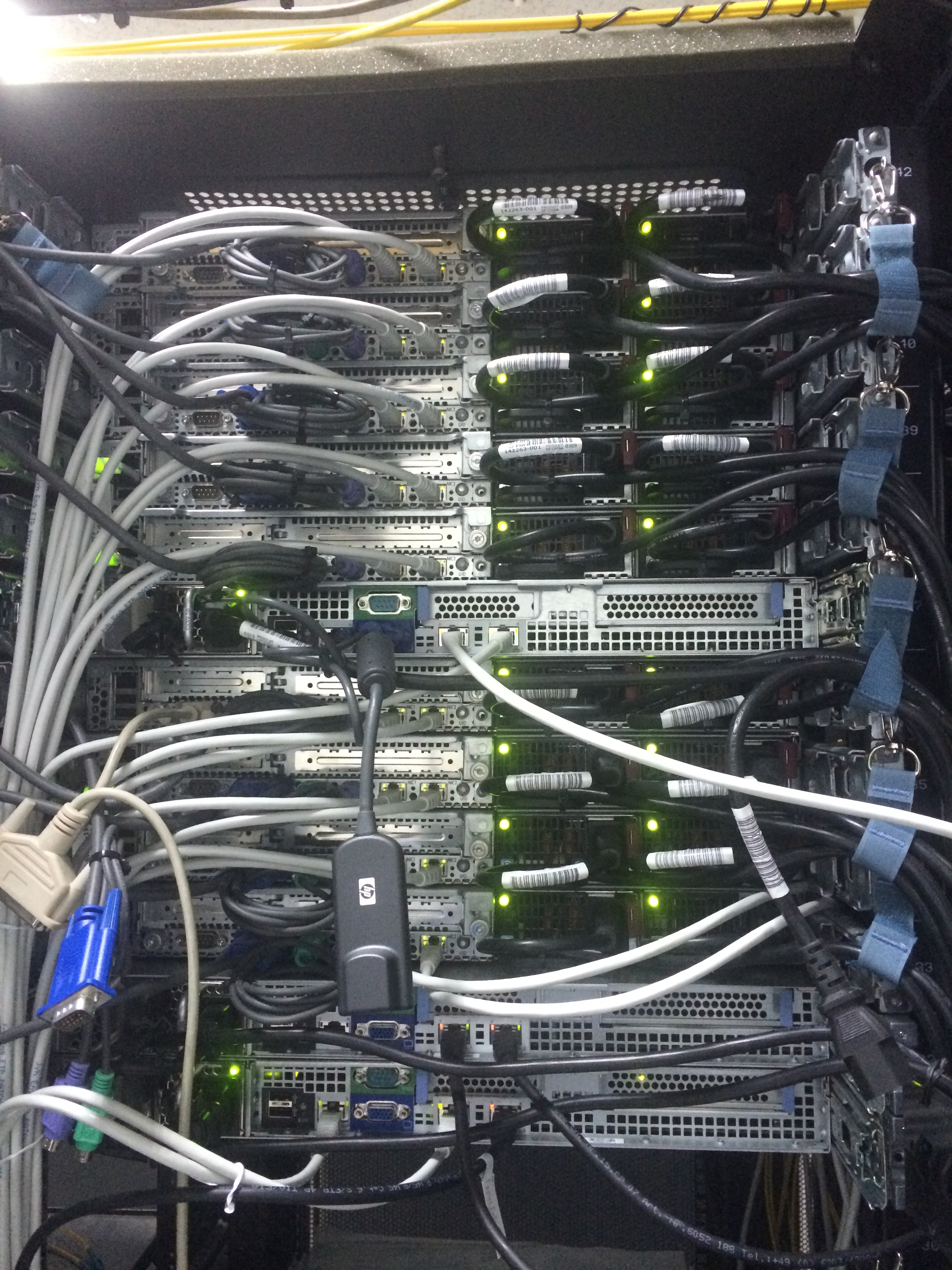
Vedere din spate a rastelului cu servere

Serverele ocupă un loc important în tehnologia informaticii, la fel ca și minicomputerele în trecut, care însă au fost înlocuite. Un server este o aplicație pe computer, uneori chiar un computer întreg, care operează continuu în rețeaua sa și așteaptă solicitări din partea altor calculatoare din rețea. Serverele pot fi folosite simultan și pentru alte scopuri, dar când nevoile o cer, ele pot fi rezervate exclusiv pentru funcția de server. De exemplu, un calculator se poate folosi într-un birou simultan pentru două scopuri, ca stație de lucru și ca server pentru celelalte calculatoare din birou. Cuvântul server provine din cuvântul englez to serve – a servi: calculatorul server poate în principiu să deservească întreaga rețea de calculatoare clienți, pentru a asigura accesul la toată paleta de forme de conectare și servicii. Deseori unul și același computer poate juca ambele roluri, și de server, și de client, în același timp. Numele de server este un alt termen pentru Host computer – computer gazdă, spre deosebire de alte elemente "inteligente" din rețea cum ar fi routerele și switch-urile.
În zilele noastre serverele se aseamănă fizic cu celelalte calculatoare uzuale, deși configurația hardware este deseori optimizată pentru funcționarea lor ca servere. Multe componente de hardware sunt identice cu cele care se găsesc într-un calculator personal. Totuși serverele rulează sisteme de operare și programe specializate care sunt foarte diferite față de cele folosite pe calculatoarele personale și în stațiile de lucru.
Serverele nu trebuie confundate cu calculatoarele de tip mainframe (se citește aproximativ 'mein.freim), care centralizează informații și procesează activitățile firmelor mari. Un mainframe poate în principiu să funcționeze simultan și ca server, sau chiar ca mai multe servere virtuale, pe lângă toate celelalte activități. Multe companii mari folosesc ambele tipuri de calculatoare, atât mainframe, cât și servere. Acestea din urmă sunt de obicei mici, multe și descentralizate.
Serverele deservesc resurse hardware care sunt partajate și pot fi uneori comandate de către calculatoarele-client, cum ar fi imprimante (atunci serverul se numește print server) sau sisteme de fișiere (atunci el se numește file server). Această partajare permite un acces și o securitate mai bună; ea poate reduce, de asemenea, cheltuielile pentru dispozitivele periferice.

## Istorie
Serverele au apărut în paralel cu rețelele de calculatoare. Rețelele permit calculatoarelor să comunice unul cu celălalt, iar cu cât rețeaua este mai mare apare nevoia ca un calculator să ia rolul de server care să deservească alte calculatoare (acestea interacționând eventual direct cu utilizatorii umani), care își asumă la rândul lor rolul de client.
Și după apariția serverelor, rețelele s-au dezvoltat și au crescut mai departe; în schimb minicomputerele – care erau mai eficiente decât cele personale dar mai puțin eficiente decât mainframe-urile – au dispărut sau au fost "absorbite" de către unele dintre aceste servere (au fost folosite ca servere).
Apariția rețelelor cu calculatoare personale, a Internetului și răspândirea utilizatorilor acestor servicii au dat un impuls puternic dezvoltării serverelor.

## Dispozitive de tip server
Cu toate că serverele pot fi construite, din comoditate, din componente obișnuite de calculatoare, este necesar ca, pentru operații rapide și de mare amploare, serverele să folosească configurații hardware optimizate pentru aceste cerințe.
De exemplu, serverele au încorporate în ele componente mecanice de „rezistență industrială”, cum ar fi hard-discurile și ventilatoarele, fiind de performanță și fiabilitate mare, bineînțeles la prețuri mari. Aspectul estetic este ignorat, pentru că acestea sunt montate în camere tehnice, și sunt văzute doar de cei ce le întrețin sau le repară. 
Cu toate că serverele oferă mult spațiu pe disc, pentru mărirea siguranței în funcționare sunt folosite hard-discuri de capacitate mică, numeroase, interconectate în mod special. Viteza microprocesorului poate fi mult mai mică la un server în comparație cu un calculator personal. Operațiile de intrare/ieșire sunt executate mult mai rapid în cazul lipsei interfeței grafice a utilizatorului (GUI), și în aceste cazuri se mărește puterea de calcul în favoarea altor procese. Folosirea mai multor microprocesoare duce la o mai mare fiabilitate în comparație cu un singur microprocesor.
Lipsa GUI (sau faptul că este foarte rar folosită) face ne-necesară instalarea de plăci grafice sofisticate. De asemenea, nu sunt absolut necesare nici alte componente cum ar fi placa de sunet, porturi USB sau joystick-uri.
Pentru că serverele trebuie să lucreze în mod continuu cu mare siguranță, se folosesc de exemplu ventilatoarele zgomotoase dar eficiente și sigure, sau, în unele cazuri, sisteme centralizate de aer condiționat. De asemenea, se folosesc Uninterruptible Power Supplies (UPS-uri) pentru a fi siguri de continuitatea de alimentare cu energie electrică, astfel ca penele din rețeaua publică de curent să nu provoace stricăciuni ireparabile.

## Programe pentru servere
Diferența majoră între computerele personale și servere nu este partea hardware ci partea de software. Pe servere rulează sisteme de operare care sunt special proiectate pentru acestea. De asemenea ele rulează aplicații special proiectate pentru procesele dorite.

### Sisteme de operare
Sistemul de operare Microsoft Windows este predominant în rândul computerelor personale, dar în lumea serverelor cele mai populare sisteme de operare sunt GNU/Linux, FreeBSD și Sun Solaris – care derivă și sunt asemănătoare cu sistemul de operare UNIX. UNIX a fost proiectat inițial pentru microcomputere și pentru servere, care au înlocuit treptat microcomputerele. UNIX a fost o alegere logică și eficientă ca sistem de operare pentru servere.
Sistemele de operare orientate pe servere au multe proprietăți în comun, care să le facă mai compatibile între ele, cum ar fi: lipsa interfeței grafice GUI (sau existând doar o opțiune GUI); abilitatea de a reconfigura sistemul (hardware și software) în unele cazuri fără oprirea sistemului; facilități de a crea copii de siguranță (backup-uri) pentru datele importante, la intervale de timp frecvente și/sau regulate; posibilitatea de a muta date între diferite partiții sau dispozitive printr-un mod „transparent” (invizibil, nederanjant) pentru utilizator; capacități flexibile și complexe de lucru în rețea; proprietăți (daemon în UNIX sau servicii în Windows) care fac ca execuția programelor să fie mai eficientă; sistem de securitate etanș, protecția datelor și a memoriei.
De asemenea, aceste sisteme de operare pentru servere, în multe cazuri interacționează cu senzori hardware, pentru a detecta anumite stări cum ar fi: supraîncălzirea, defecțiuni la microprocesor sau hard-disk, sau alte tipuri de avertizări, astfel ca operatorul uman să poată acționa pentru remedierea defecțiunilor.
Deoarece în unele cazuri cerințele serverelor sunt diametral opuse celor ale calculatoarelor personale, este foarte dificil să se proiecteze un sistem de operare care să se preteze pentru ambele medii la fel de bine; sistemele de operare pot fi croite pentru calculatoare personale, fără să fie însă ideale și pentru servere, și vice-versa.
Windows este mai puțin folosit la servere decât cea mai recentă versiune a Mac OS X (aceasta este bazată pe UNIX și dă acces complet utilizatorilor săi la sistemul de operare UNIX) din familia sistemelor de operare pentru calculatoare personale și unele sisteme de operare având structura de bază proprie (cum ar fi z/OS); dar majoritatea serverelor folosesc sisteme de operare, versiuni ale UNIX sau clonele acestuia.
Chiar și în cazul sistemului de operare GNU/Linux de tip UNIX, folosit frecvent pe servere, sistemul poate fi ideal pentru servere, dar poate fi nesatisfăcător pentru calculatoarele personale.
Apariția serverelor bazate pe microprocesoare a facilitat apariția mai multor versiuni ale sistemului de operare UNIX care rulează pe microprocesoare de tip Intel x86 sau AMD, incluzând Solaris, GNU/Linux și FreeBSD. De asemenea familia sistemelor de operare Microsoft Windows rulează pe dispozitive de tip Intel sau AMD, iar începând cu sistemul de operare Windows NT s-au încorporat anumite caracteristici care fac posibilă utilizarea acestuia pe servere.
În timp ce sistemele de operare pentru servere și cele pentru calculatoarele personale rămân distincte, în ambele cazuri îmbunătățirea performanțelor și a siguranței hardware face neclară diferența dintre acestea. Doar un criteriu de bază le mai separă, producătorii și distribuitorii. În zilele noastre, unele sisteme de operare pentru calculatoare personale sau servere partajează același cod sursă și diferă doar la unii termeni de configurare.

### Aplicații pentru servere
Aplicațiile pentru servere sunt specifice, realizate pentru a executa numai operații de tip server, la fel ca și aplicațiile pentru calculatoarele personale sau de tip mainframe, care sunt proiectate special pentru mediile respective.
Majoritatea aplicațiilor server se remarcă prin faptul că sunt total neinteractive; ele nu afișează informații pe ecran și nici nu așteaptă comenzi de la utilizator. De fapt ele lucrează discret cu serverul și conlucrează doar cu stațiile de lucru (clienții) care sunt legate la server. Aceste tipuri de aplicații se numesc daemon în terminologia UNIX, și servicii în terminologia Windows.
Aplicațiile server pornesc, de obicei, în momentul pornirii serverului, continuând să ruleze până când serverul este oprit. Un server care primește numai cereri folosește aceleași tipuri de aplicații tot timpul, și nu poate confirma calculatorului care a emis cererea că aceasta a fost îndeplinită. Unele aplicații server din anumite sisteme de servere pornesc doar în momentul când primesc o cerere de la un client, iar după ce au satisfăcut-o se opresc din nou.

## Servere pe Internet
Aproape toată structura Internetului se bazează pe modelul de client-server. Multe milioane de servere din toată lumea sunt conectate la Internet și rulează continuu.
Majoritatea serviciilor oferite pe Internet rulează pe servere: Web; Domain Name System; e-mail sau poștă electronică; FTP sau transfer de fișiere; instant messaging sau mesagerie instant; fișiere audio și video; jocuri ș.a.m.d. Pentru orice acțiune care este inițiată de un utilizator al Internetului, unul sau mai multe servere interacționează cu utilizatorul precum și între ele.